# Mont Ibuki
Le mont Ibuki (伊吹山, Ibuki-yama) est une montagne du Japon située sur l'île de Honshū, dans la préfecture de Shiga, à proximité de la frontière avec celle de Gifu. Elle fait partie des 100 montagnes célèbres du Japon.
Selon les légendes du Kojiki et du Nihon shoki, le dieu du mont Ibuki maudit Yamato Takeru qui le blasphémait.